# La Bayadère

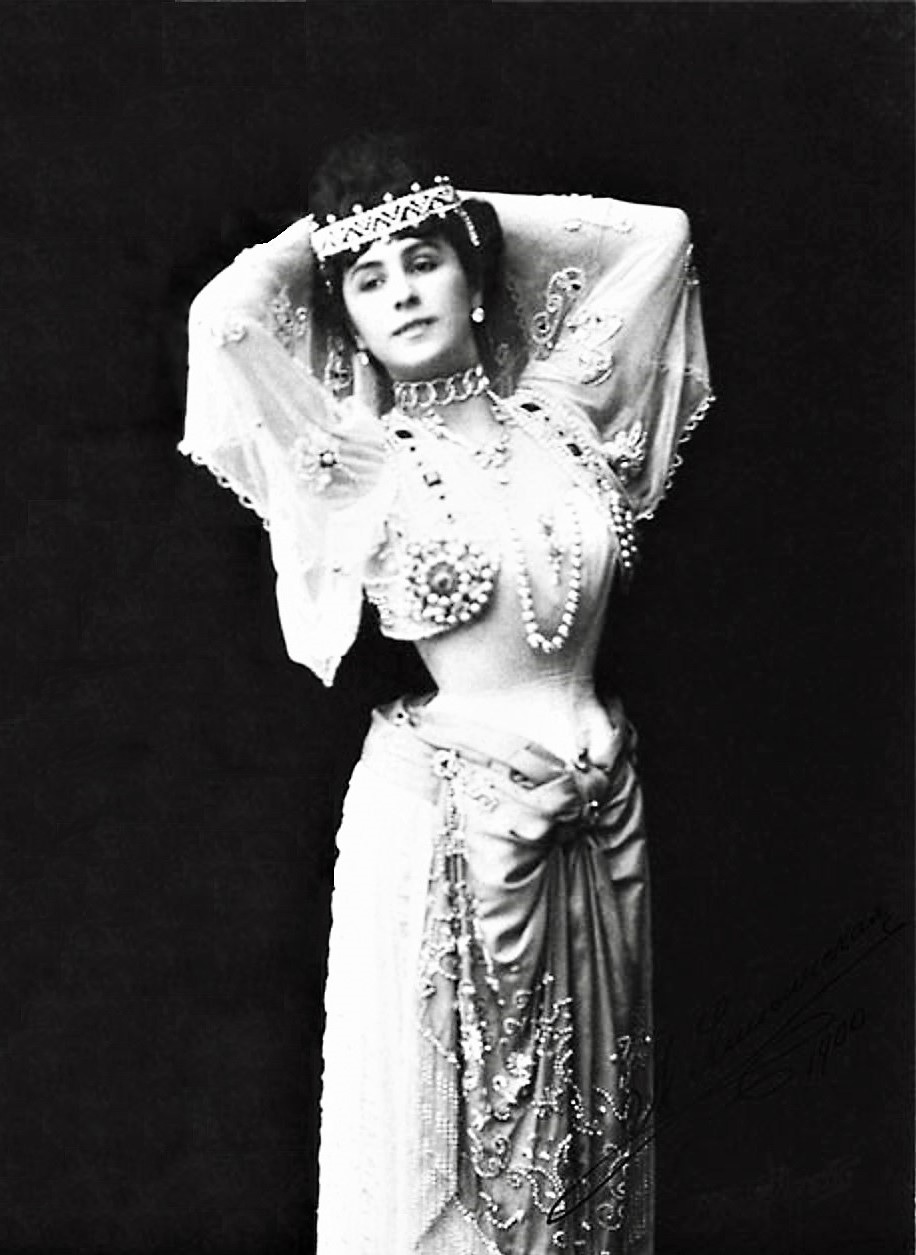
Matilda Kschessinskaya als Nikiya in La Bayadère (ca. 1900–1903)

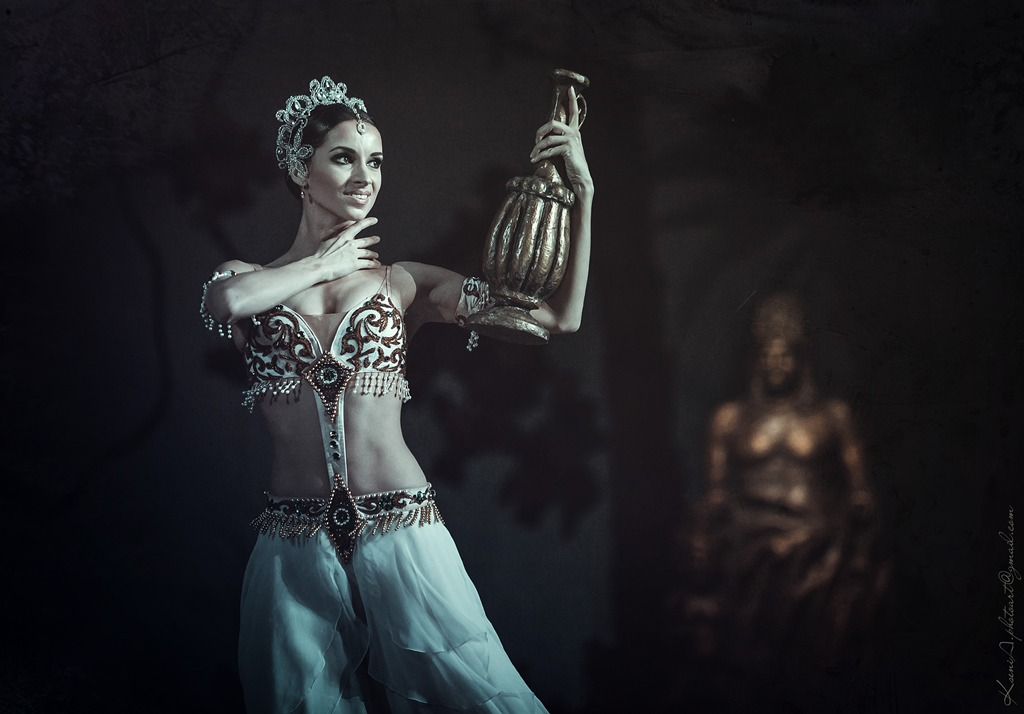
Natalia Matsak in La Bayadère, National Oper der Ukraine, 2014

La Bayadère oder Die Tempeltänzerin (russisch: Баядерка = „Bajaderka“) ist ein Großes Ballett (Grand Ballet), das zum ersten Mal 1877 in Sankt Petersburg  aufgeführt wurde. Die Musik komponierte Léon Minkus, das Libretto verfassten der Choreograf Marius Petipa und Sergei Khudekov. In der im Alten Indien angesiedelten Handlung sind Exotik und romantische Poesie verbunden, daher wird es auch als „Giselle des Orients“ bezeichnet.
La Bayadère genießt einen fast legendären Status unter Kennern und wird auch manchmal als „heiliges Ballett“ angesehen. Der berühmteste Teil ist das „Königreich der Schatten“ im 3. Akt (auch „Schattenszene“ oder „Schattenakt“ genannt), das traditionell als Ballet blanc inszeniert wird.
Die sehr ausdrucksvolle und melodiöse Ballettmusik von Minkus gilt als dessen Meisterwerk. Die Orchester-Partitur wurde nicht veröffentlicht, und das Original-Manuskript wurde erst 2002 von Sergei Vikharev und Pavel Guerchenzon in den Archiven des Mariinski-Balletts aufgefunden.

## Personen
- Nikiya, die Bayadere
- Solor, edler Krieger
- Madhavaya, ein Fakir
- der Oberste Brahmane
- Dugmanta, der Radscha

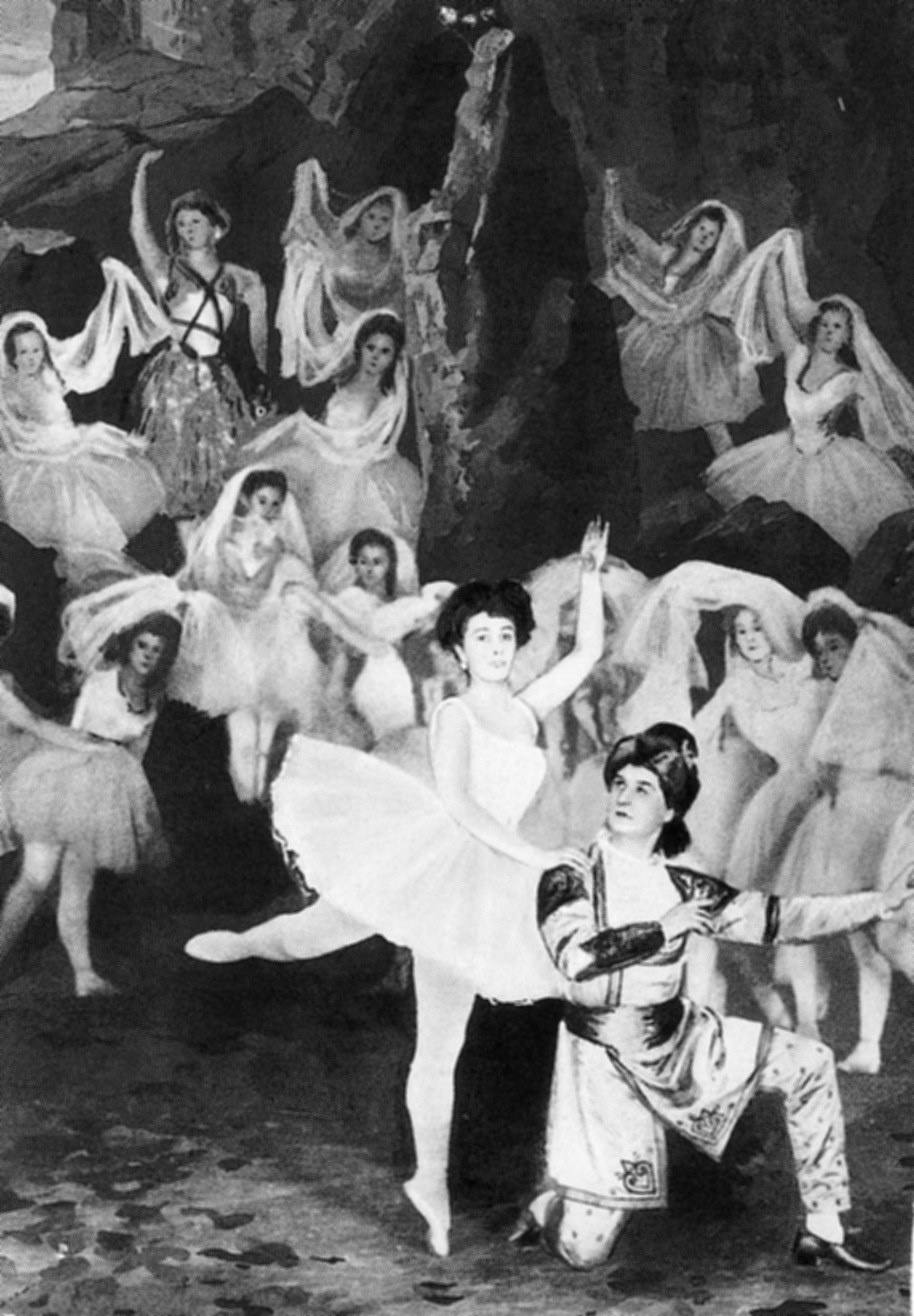
Matilda Kschessinskaya und Pavel Gerdt im Schattenakt von La Bayadère (um 1900)

- Gamzatti, Tochter des Radscha, Verlobte von Solor
- drei Schatten

(seit dem 20. Jahrhundert auch: das goldene oder bronzene Idol, ein Solotänzer)
Tempeltänzerinnen, Fakire, Yogis, Pilger, Freundinnen von Gamzatti, Diener, Sklaven und Sklavinnen, Schatten, Hochzeitsgäste u. a.

## Handlung und Aufbau
Die Handlung spielt im alten Indien. Im Mittelpunkt steht die Liebe zwischen der „Bayadère“ Nikiya und dem Krieger Solor. Die folgende Inhaltsangabe basiert auf dem Original-Libretto, wie es von der Marius Petipa Society veröffentlicht wurde. Man beachte, dass viele moderne Inszenierungen bereits nach dem berühmten Reich der Schatten (3. Akt) enden! Nur in Einzelfällen wird der 4. Akt in der angegebenen Form aufgeführt (u. a. Ratmansky-Version Berlin 2018).

### 1. Akt

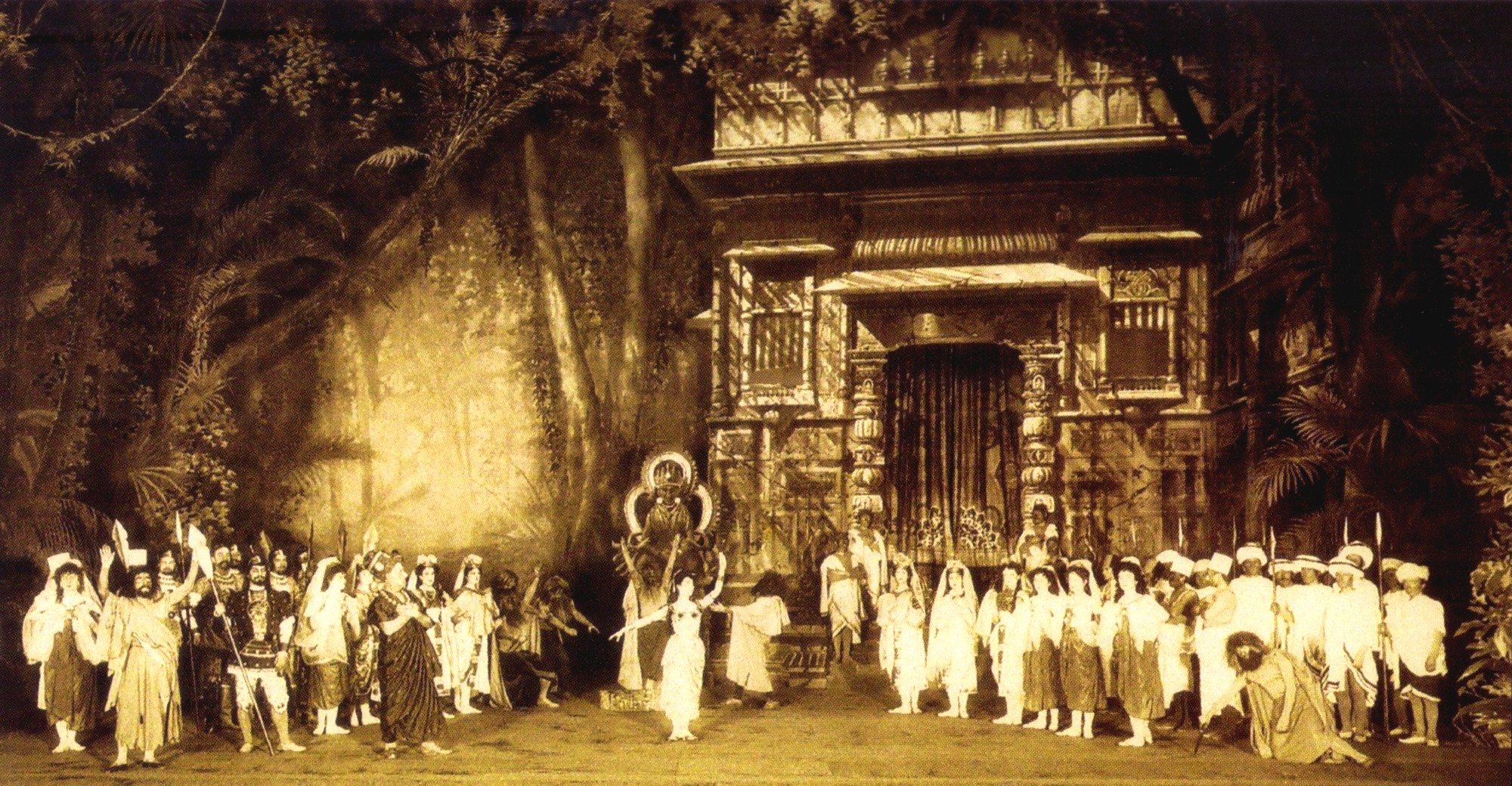
Matilda Kschessinskaya als Nikiya und das Corps de Ballet des Mariinski-Theaters in Akt 1,1 (1901)

1. Szene: Vor einem indischen Tempel inmitten des Waldes; im Hintergrund der Himalaya.
Der edle Kshatriya-Krieger Solor ist mit seinen Gefährten auf Tiger-Jagd. Nachdem die anderen Jäger verschwunden sind, bleibt er allein vor dem Tempel zurück und bittet den Fakir Madhavan, ein Treffen mit der Tempeltänzerin Nikiya zu arrangieren.
Nachdem Solor gegangen ist, erscheint der Oberste Brahmane mit einem Gefolge von Mönchen, Sehern, Priestern und Gurus, um feierliche Zeremonien zu Ehren des Heiligen Feuers abzuhalten. Nachdem auch die Devadasis (Tempeltänzerinnen) aufgetreten sind, erscheint schließlich die verschleierte Nikiya, die heiligste der Tempeltänzerinnen. Sie beginnt um das heilige Feuer zu tanzen.
Der Brahmane gesteht Nikiya heimlich seine Liebe, aber sie weist ihn zurück. Als Nikiya dem Fakir Madhavan etwas Wasser vom heiligen Brunnen zu trinken gibt, überbringt dieser ihr eine Botschaft von Solor.
Nach Beendigung der heiligen Rituale ziehen sich alle in den Tempel zurück. Bei Mondschein treffen sich Solor und Nikiya und schwören sich vor dem heiligen Feuer ewige Liebe. Dabei werden sie heimlich vom Obersten Brahmanen beobachtet, der voller Eifersucht schwört, sich an Solor zu rächen.
2. Szene: Halle im Palast des Radscha
Der Radscha Dugmanta teilt seiner Tochter Gamzatti und Solor mit, dass ihre von Kindheit an geplante Hochzeit nun bald stattfinden werde. Solor versucht zu widersprechen, kann sich aber gegen die herrischen Befehle des Radschas nicht durchsetzen. Als dieser ihm Gamzatti vorstellt und ihren Schleier lüftet, ist Solor zwar von ihrer Schönheit beeindruckt, muss jedoch zugleich an Nikiya und seinen Schwur denken.
Solor zieht sich zurück, als der oberste Brahmane erscheint. Dieser berichtet dem Radscha, dass Solor die heilige Bayadère Nikiya liebt und sich heimlich und verbotenerweise nachts mit ihr trifft. Der Radscha ist empört und sinnt danach, Nikiya aus dem Wege zu räumen. Der Brahmane ist entsetzt, als er davon hört und versucht Dugmanta zu überzeugen, dass sie die Götter gegen sich aufbringen, wenn sie die Tempeltänzerin umbringen; aber der Radscha ist fest entschlossen.
Gamzatti hat die beiden heimlich belauscht und schickt nach Nikiya. Als diese erscheint, konfrontiert Gamzatti sie mit dem Bild ihres zukünftigen Gemahls. Als die Bayadère ihren Solor erkennt, gesteht sie der Prinzessin, dass sie ihn liebe und dass er ihr ewige Liebe geschworen habe. Zwischen den Frauen kommt es zu einem heftigen Streit, währenddessen Nikiya die Prinzessin im Affekt mit einem Dolch bedroht. Sie flieht in großer Verzweiflung.

### 2. Akt

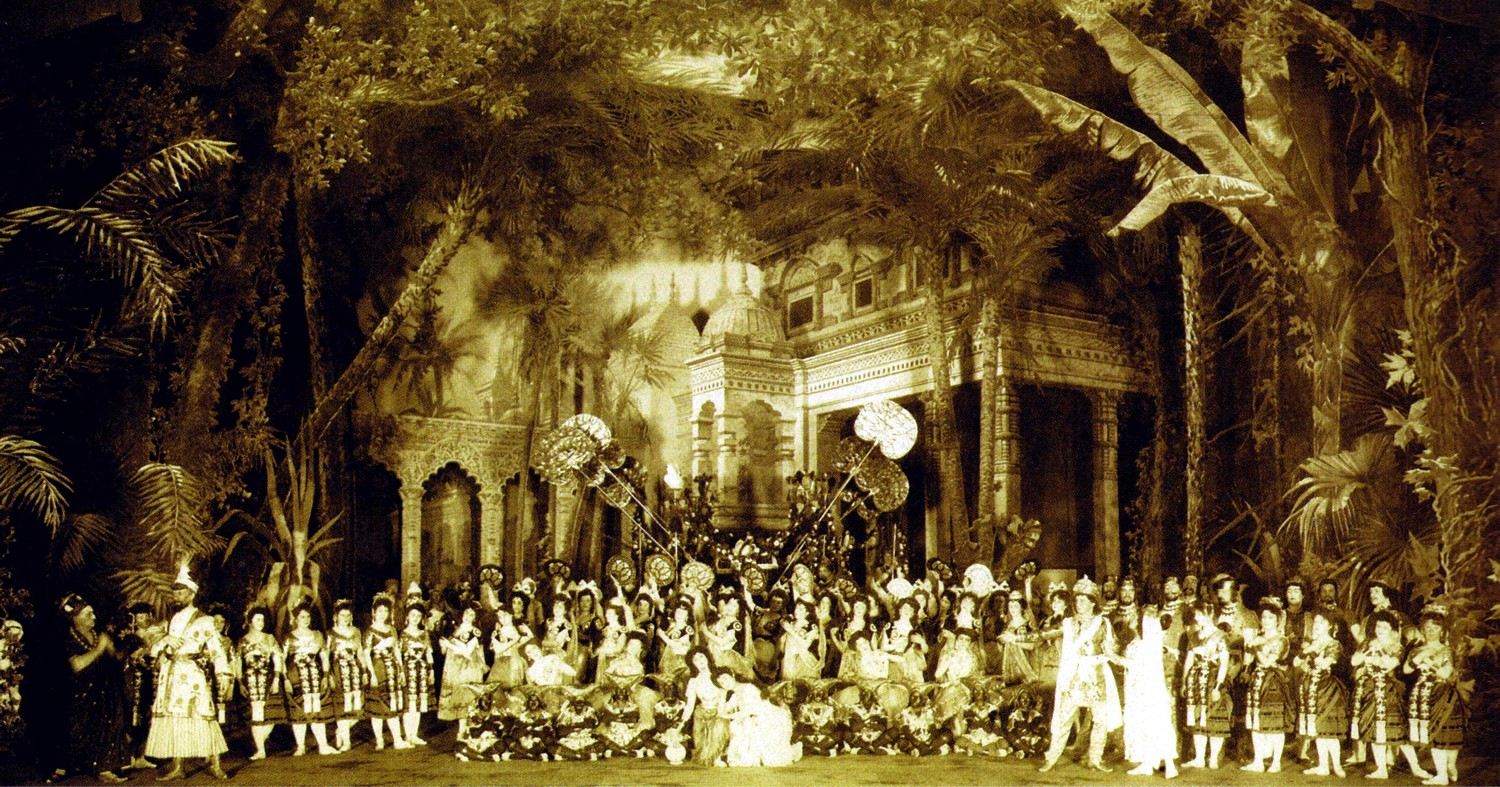
Szenenfoto aus La Bayadère, Akt 2 (1900)

3. Szene: Palastgarten mit der Pagode von Megatshada und dem Himalaya im Hintergrund.
Während des prunkvollen Verlobungsfestes von Gamzatti und Solor erscheint auch der Oberste Brahmane mit der verschleierten Nikiya. Der Tanz der Bayadère ist von großer Traurigkeit und Verzweiflung über Solors Treuebruch erfüllt. Gamzatti lässt Nikiya über eine Dienerin einen angeblich von Solor gesendeten Korb mit Blumen überreichen. Doch in dem Korb ist eine Schlange verborgen! Die ahnungslose Nikiya wird mitten in ihrem Freudentanz über das Geschenk von der Schlange gebissen und bricht zusammen. In einem Rettungsversuch reicht ihr der Brahmane ein Gegengift, doch die Tänzerin weist es zurück. Sie stirbt in Solors Armen und erinnert ihn noch einmal an seinen Liebesschwur.

### 3. Akt
4. Szene: Solors Gemach
Solor ist außer sich vor Schmerz über den Tod Nikiyas. Versuche des Fakirs und von Gamzatti, ihn aufzuheitern, misslingen. Solor betäubt sich mit Opium.

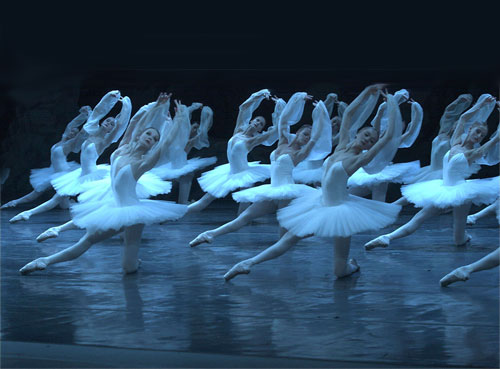
Szenenfoto aus dem Schattenakt

5. Szene: Im Königreich der Schatten
In einer Vision begegnet er Nikiya im Reich der Schatten. Sie tanzen miteinander. Nikiya erinnert ihn an seinen heiligen Liebesschwur, und dass er im Jenseits glücklich mit ihr werde, wenn er ihn einhalte.
(In vielen modernen Inszenierungen endet das Ballet an dieser Stelle !)
6. (= 4.) Szene: Solors Gemach
Als Solor erwacht, bringen die Diener des Radschah bereits Hochzeitsgeschenke für Solor; dieser folgt ihnen wie in Trance.

### 4. Akt
7. Szene: Im Tempel
Das Hochzeitsfest für Solor und Gamzatti beginnt. Während der Tänze sieht Solor den Geist Nikiyas. Als vier Mädchen der Braut einen Blumenkorb als Geschenk darbieten, weicht Gamzatti schaudernd zurück, in Erinnerung an ihren Mord an Nikiya, die ihr auch prompt erscheint. Gamzatti flüchtet entsetzt in die Arme ihres Vaters, der den Befehl zum Beginn der Zeremonie erteilt.
Als der Oberste Brahmane die Hände des Hochzeitspaares nimmt, um die Trauung zu vollziehen, verdunkelt sich der Himmel, und es beginnt zu blitzen und zu donnern. In einem schrecklichen Erdbeben, in dem sich der Zorn der Götter entlädt, stürzt der Tempel zusammen und begräbt Alle unter seinen Trümmern.
Apotheose
Am Ende schweben die Seelen von Nikiya und Solor vor der Bergkulisse des Himalaya ins Nirwana.

## Geschichte

### Entstehung und Uraufführung
In der Romantik waren der Orient und die exotische Figur der indischen Tempeltänzerinnen oder „Bajaderen“ ein beliebtes Thema, das vor Petipa und Minkus bereits unter anderem Filippo Taglioni behandelte, dessen Ballett Le Dieu et la Bayadère 1830 in Paris uraufgeführt worden war. Die Faszination an diesem Thema bekam besonderen Aufwind, nachdem 1838 eine Gruppe echter Tänzerinnen aus Indien mit der Solotänzerin Amani in Paris zu Gast waren, die von Théophile Gautier beschrieben wurden. Als ein mögliches direktes Vorbild für La Bayadère wird manchmal das Ballett Sacountalâ vermutet, das am 14. Juli 1858 in der Pariser Oper von Petipas Bruder Lucien Petipa auf die Bühne gebracht wurde, und auf einem Stück des indischen Poeten Kalidasa basierte.
La Bayadère hatte ursprünglich vier Akte und sieben Bilder mit Apotheose. Petipa brauchte fast sechs Monate für die aufwendige Inszenierung, deretwegen die Eintrittspreise extra erhöht wurden (höher als für die italienische Oper, die bereits sehr teuer war!).

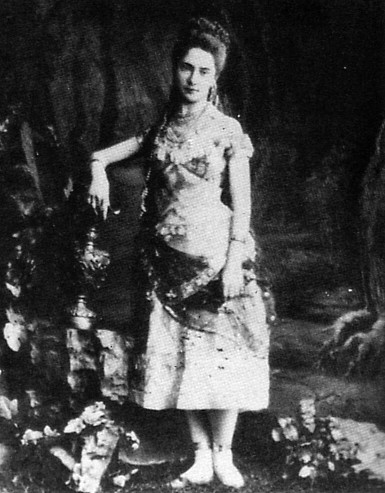
Ekaterina Vazem als Nikiya in La Bayadère, 1877

Das Ballett erlebte seine Uraufführung am 23. Januarjul. / 4. Februar 1877greg. im kaiserlichen Bolschoi-Kamenny-Theater in St. Petersburg – nur wenige Wochen vor der Moskauer Premiere von Tschaikowskys damals weniger beachtetem Schwanensee.

Die Titelrolle der Tempeltänzerin Nikiya wurde für die Primaballerina Ekaterina Vazem geschaffen, zu deren Gunsten auch die Einnahmen der Premiere gingen. In den anderen Hauptrollen tanzten Lev Ivanov als Solor, Maria Gorshenkova als Hamsatti (sic!), Nikolai Goltz als Höchster Brahmane und Christian Johansson als Radschah.
Allein in der Verlobungsszene des 2. Aktes traten 230 Tänzer und Statisten auf, und in der berühmten Szene des Schattenreichs im 3. Akt tanzten 64 Tänzerinnen (heute nur 32 !) – was bedeuten könnte, dass die Arabesque penchée-Bewegungen beim berühmten Eintritt schneller ausgeführt wurden als heute.
La Bayadère war ein großer Erfolg, der Schlussapplaus am Ende der Premiere soll über eine halbe Stunde gedauert haben. Die Hauptdarstellerin Ekaterina Vazem wurde durch das Geschenk einer Brosche mit Rubinen und Diamanten geehrt und erhielt Blumen von der berühmten Opernsängerin Adelina Patti überreicht. La Bayadère wurde das Lieblingsballett der Vazem, die später erklärte:

„Ich liebte sein schönes, sehr theatralisches Szenario, seine interessanten, lebendigen Tänze in den unterschiedlichsten Genres, und schließlich Minkus’ Musik, die dem Komponisten besonders gut gelungen war bezüglich der Melodie und der Koordination mit dem Charakter der Szenen und Tänze.“

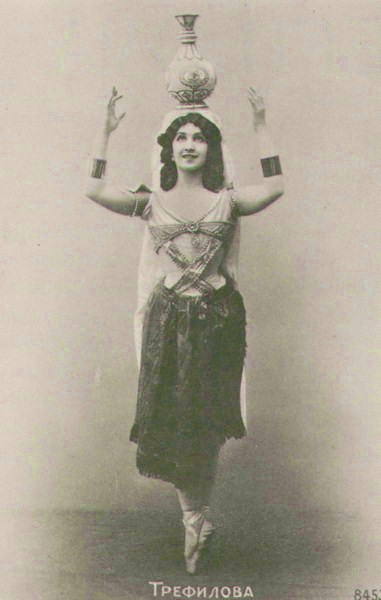
Vera Trefilova in der „Danse Manu“ in La Bayadère, 1900

Petipa brachte am 3. Dezemberjul. / 16. Dezember 1900greg. im Mariinski-Theater eine letzte Revision von La Bayadère auf die Bühne, für die er einige wichtige Änderungen anbrachte, unter anderem wurde der Name der Tochter des Radschah von ursprünglich „Hamsatti“ in Gamzatti geändert; und im Schattenakt reduzierte Petipa die Zahl der Tänzerinnen von ursprünglich 64 auf 48 (wodurch das Entrée automatisch ruhiger wurde). In der Premiere der neuen Fassung tanzten Matilda Kschessinskaya als Nikiya, Pavel Gerdt als Solor und Olga Preobrazhenskaya als Gamzatti, sowie Felix Kschessinsky (Höchster Brahmane), Nikolai Aistov (Radschah) und im Pas de trois des Schattenaktes auch Vera Trefilova, Varvara Rykhliakova und Anna Pavlova. Diese letzte Original-Produktion der Bayadère von Petipa wurde zuletzt im Jahr 1916 aufgeführt.

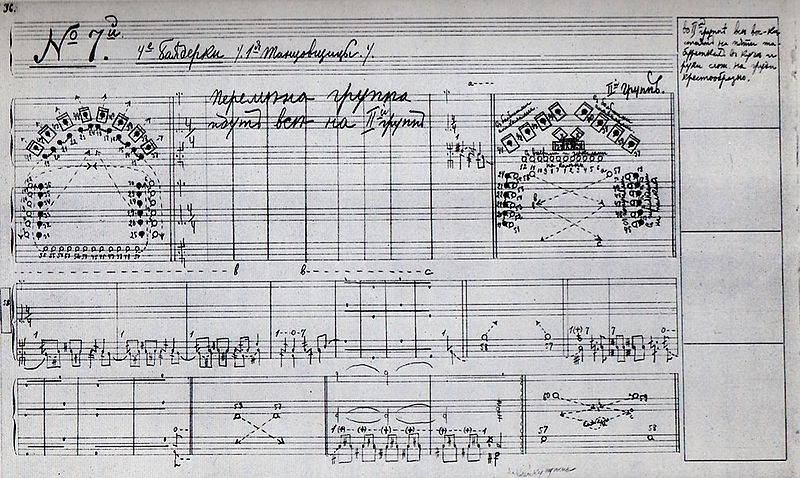
Auszug aus der Stepanow-Tanzpartitur von La Bayadère, ca. 1900

Die Petipa-Choreografie von La Bayadère wurde um 1905 in der Stepanov-Methode aufgezeichnet und kam später in die bedeutende Sergeyev Collection der Harvard University.

### Änderungen des Ballettes im 20. Jahrhundert
Alexander Gorsky brachte 1904 eine erste Neuinszenierung mit dem kaiserlichen Bolschoi-Ballett heraus und führte in einer weiteren, stilistisch stark veränderten Neufassung im Jahr 1917 scheinbar „authentische“ indische Arm- und Finger-Bewegungen ein. Selbst in der Schattenszene im 3. Akt ließ Gorsky einige Tänzerinnen Kostüme in einem (pseudo-)indischen Stil tragen. Dies wurde jedoch 1923 durch Vasily Tikhomirov wieder rückgängig gemacht.
La Bayadère blieb auch nach der Revolution von 1917 im Repertoire der russischen Ballett-Kompanien und erlebte dabei zahlreiche Veränderungen. Die auffälligste und dramatischste ist die Streichung des vierten Aktes mit der Zerstörung des Tempels und der Apotheose, die zum ersten Mal 1907 durch Gorsky vorgenommen wurde (vermutlich aus finanziellen Gründen) und sich bis heute gehalten hat (Stand 2020).
Am Mariinski-Theater kam das Ballett 1920 mit Olga Spessiwzewa als Nikiya heraus.
Agrippina Vaganova veränderte in ihrer Version von 1932 für das Kirov/Mariinski-Ballett vor allem die Tänze der Nikiya für ihre Lieblingsschülerin Marina Semyonova. Unter anderem führte Vaganova dreifache Pirouetten auf der Spitze und schnelle Piqué-Drehungen ein, die dauerhaft Eingang in die Choreografie fanden.

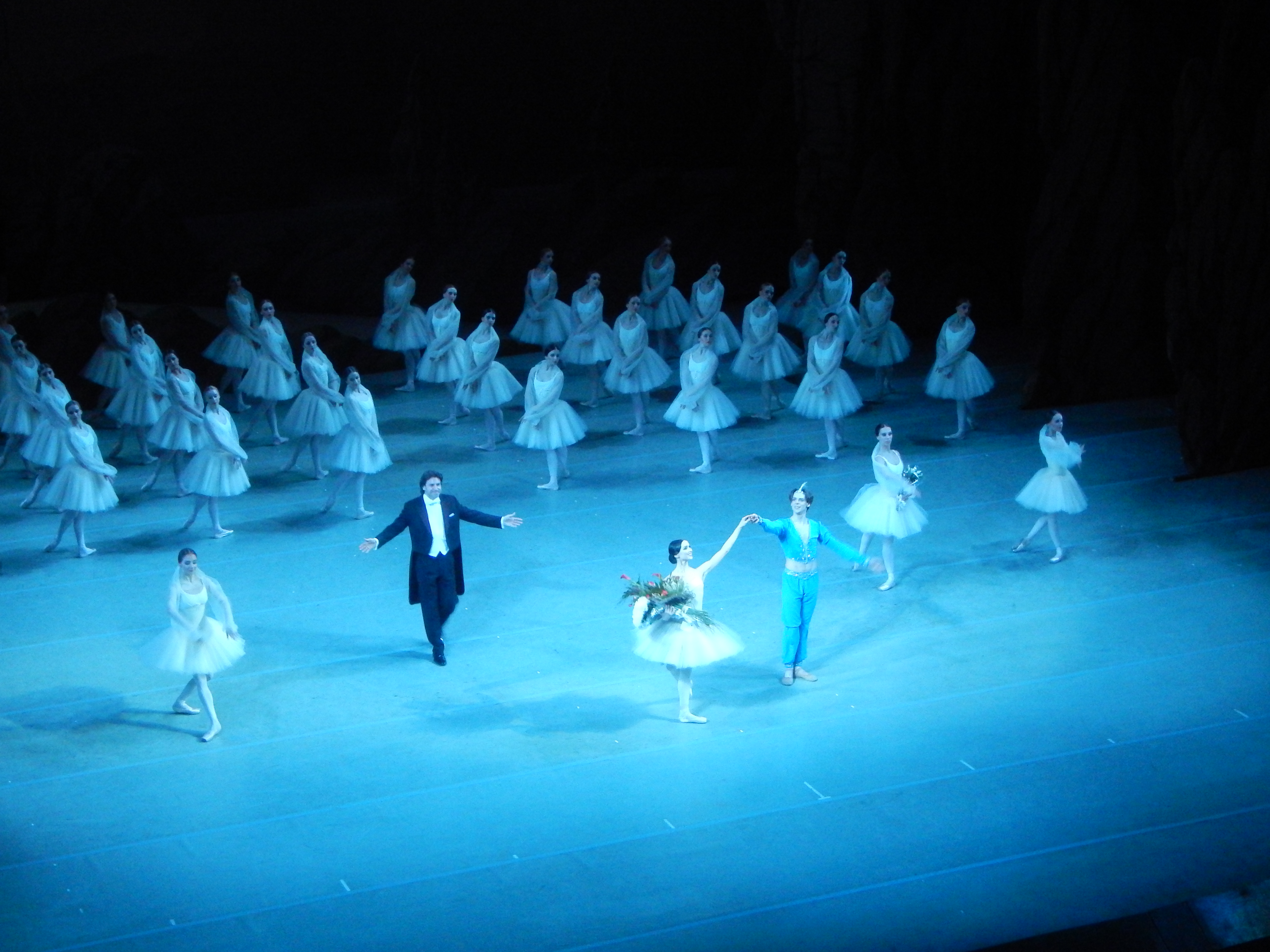
Schlussapplaus nach dem Schattenakt im Mariinski-Theater, mit Olessja Nowikowa (Nikiya) und Vladimir Shklyarov (Solor) (2017)

Eine der bekanntesten und einflussreichsten Produktionen von La Bayadère war die Version von Wladimir Ponomarew und Wachtang Tschabukiani, die 1941 zum ersten Mal mit dem Kirow-/Mariinski-Ballett mit Natalia Dudinskaya (Nikiya) und Tschabukiani (Solor) aufgeführt wurde. Sie hatte einen starken Einfluss auf die meisten späteren Versionen und wird auch heute noch am Mariinski gezeigt (Stand 2020). Unter den zahlreichen Änderungen waren nicht nur choreografische Details, sondern auch inhaltliche. Die wichtigsten Änderungen, die sich bis heute gehalten haben, waren:
- eine tänzerisch anspruchsvollere Choreografie für Solor und die Tempeltänzerinnen;
- ein Pas de deux für Nikiya und Solor im 1. Akt anstelle einer pantomimischen Szene;
- der Grand Pas d’action des komplett gestrichenen (!) 4. Aktes wurde in den 2. Akt verlegt und verändert (ohne Nikiya);
- das Ballett endete nun „endgültig“ mit dem Königreich der Schatten.[13]

Weitere Änderungen der Originalversion kamen durch andere Tänzer, Choreografen und Komponisten hinzu:
- Der Komponist Boris Assafjew „revidierte“ die Partitur von Minkus. Um das Ballett ohne den gestrichenen 4. Akt trotzdem zu einem akzeptablen Abschluss zu bringen, versetzte er die Grand Coda der Apotheose ans Ende des Grand Pas Classique der Schattenszene im 3. Akt[14] (möglicherweise ist auch der wilde „Trommeltanz“ im Divertissement des 2. Aktes von Assafjew).[15]
- Die Musik zur heute berühmten Variation der Gamzatti im 2. Akt ist nicht von Minkus; Riccardo Drigo komponierte sie 1888 für die Ballerina Elena Cornalba in dem Ballett La Vestale. Es ist nicht bekannt, wann und von wem diese Variation in La Bayadère eingefügt wurde. Die heute getanzte Choreografie schuf Pjotr Gusew (1904–1987).[14]
- Der später berühmte Tanz des Goldenen Idols im 2. Akt wurde 1948 vom Tänzer Nikolai Zubkovsky für die Kirow/Mariinski-Produktion geschaffen. Die Musik im 5/4-Takt hatte Minkus ursprünglich 1874 als Einlage für Petipas Revision von Offenbachs Le Papillon komponiert.[13]
- 1954 kreierte Konstantin Sergejew einen neuen Pas de deux (für die Dudinskaya), den sogenannten Pas de deux für Nikiya und den Sklaven, der in der zweiten Szene von Nikiya, einem männlichen Sklaven und zwei Tänzerinnen ausgeführt wird. Die Musik ist nicht von Minkus, sondern von Cesare Pugni, das Adage stammt aus dem Pas des fleurs im 2. Akt von dessen La Esmeralda.[13]

### Außerhalb Russlands
Außerhalb Russlands war La Bayadère lange unbekannt.

#### Erste Aufführungen des Schattenaktes

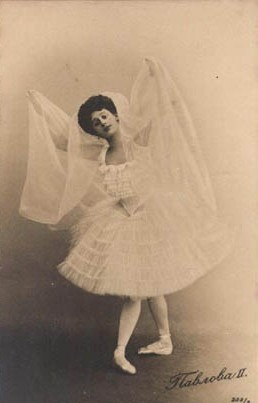
Anna Pawlowa als Nikiya (1902)

Erste Versuche, wenigstens die berühmte Szene vom Königreich der Schatten aus dem 3. Akt aufzuführen, unternahm Anna Pawlowa in den 1920ern – aber mit wenig Erfolg. Zur gleichen Zeit tanzte Olga Spessiwzewa als Nikiya tatsächlich eine stark gekürzte Version vom Reich der Schatten an der Pariser Oper. Nikolai Sergejew inszenierte in den 1930ern ein Kurzballett namens The Rajah’s Dream („Der Traum des Radscha“), das ebenfalls auf dem Schattenakt basierte.

Die offizielle westliche Premiere vom Schattenakt fand am 12. April 1961 im Theatro Municipal in Rio de Janeiro (Brasilien) statt, in einer Inszenierung von Eugenia Feodorova. Bertha Rosanova tanzte die Nikiya und Aldo Lotufo den Solor.

Große Beachtung und Interesse fand noch im selben Jahr, am 4. Juli 1961, eine Aufführung vom Königreich der Schatten in Paris, während eines Gastauftritts des Kirow Ballettes mit Rudolf Nurejew als Solor. Ebenfalls mit Nurejew und mit Margot Fonteyn folgte 1963 eine erste Produktion vom Schattenakt mit dem Royal Ballet.

#### Makarowas Version

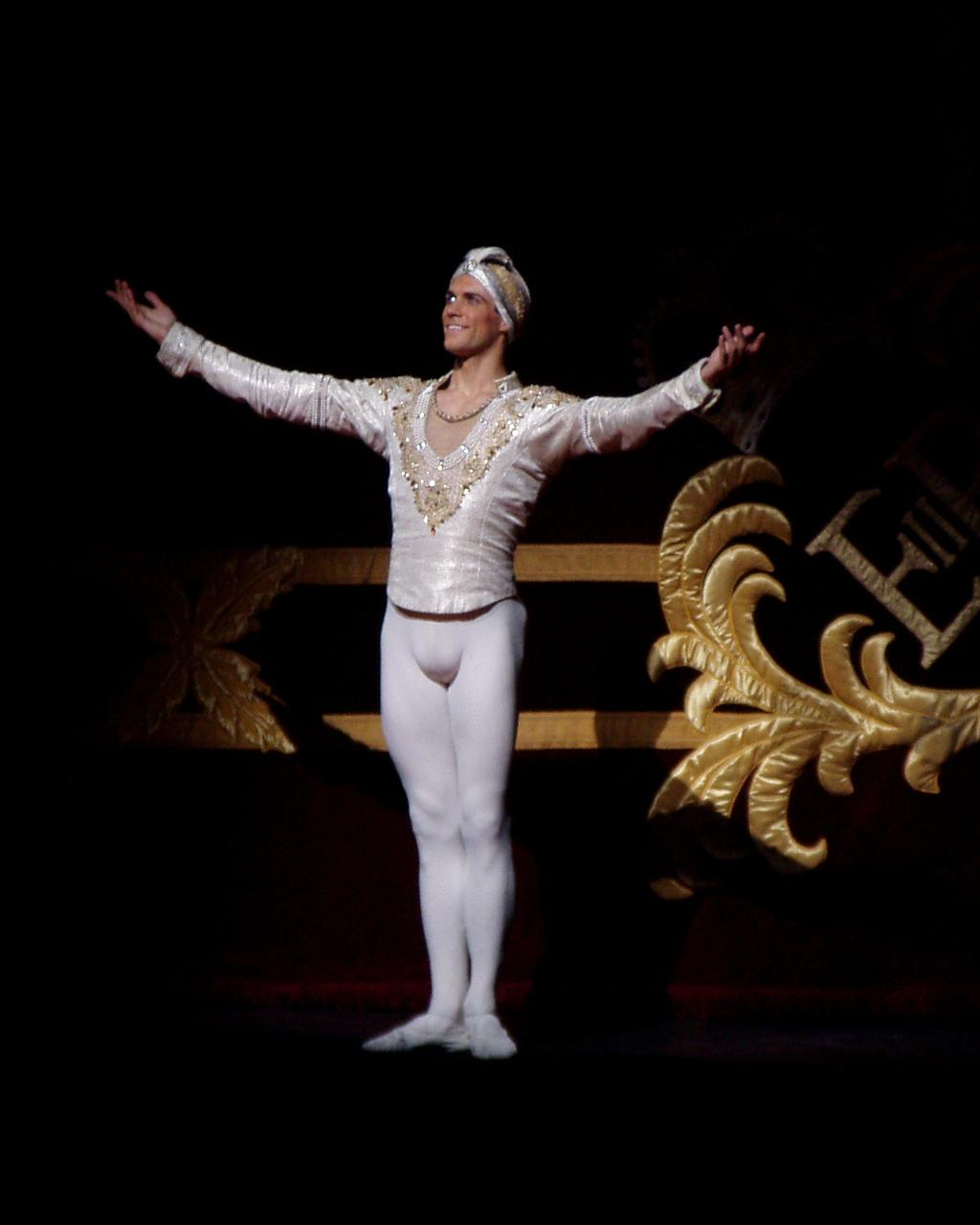
Applaus für Roberto Bolle als Solor in La Bayadère, Royal Ballet, London, 2007

La Bayadère als Ganzes wurde jedoch erst am 21. Mai 1980 zum ersten Mal im Westen gezeigt, als Natalja Makarowa eine neue Version mit dem American Ballet Theatre (ABT) an der Metropolitan Opera in New York auf die Bühne brachte. Die Musik von Minkus wurde dabei von John Lanchberry neu orchestriert, wobei nicht bekannt ist, auf welcher Grundlage er dies tat — im Vergleich zu  Alexei Ratmanskys Rekonstruktion (Berlin, 2018, siehe unten) fehlen viele Passagen der Partitur vor allem im 2., 3. und 4. Akt und es gibt auch einige Stellen, die gar nicht von Minkus stammen. Grundsätzlich orientierten sich Makarowa und Lanchberry an der Version von Ponomarev und Chabukiani, die sie in ihrer Jugend am Kirov/Mariinsky-Theater getanzt hatte. Makarowa veränderte allerdings auch einiges, strich viele Nummern aus dem Grand divertissement des 2. Aktes und inszenierte immerhin auch eine eigene Version des in Russland schon lange nicht mehr aufgeführten 4. Aktes. Die Makarowa selber tanzte die Titelrolle, musste aber wegen eines Unfalls im 1. Akt durch Marianna Tcherkassky ersetzt werden; als Solor war Sir Anthony Dowell zu sehen und Cynthia Harvey als Gamzatti. Diese Aufführung wurde auch live im amerikanischen Fernsehen gezeigt und war ein großer Erfolg.
Makarowa studierte ihre Version auch 1989/90 mit dem Royal Ballet in London ein, und später mit anderen Kompanien auf der ganzen Welt.

#### Nurejews Version
Rudolf Nurejew erarbeitete mit dem Ballett der Pariser Oper eine eigene Version von La Bayadère, deren Premiere am 8. Oktober 1992 stattfand, mit Isabelle Guérin als Nikiya, Laurent Hilaire als Solor und Élisabeth Platel als Gamzatti. Nurejew wollte eigentlich den 4. Akt wiederherstellen, aber ihm fehlten Zeit, Kraft und Mittel und so beließ er es bei der traditionellen sowjetischen Fassung mit dem Ende nach dem Reich der Schatten im 3. Akt. Seine Inszenierung wurde legendär, da Nurejew während der Arbeit an dem Ballett bereits schwer krank war und nur drei Monate später starb. Er wurde für diese Choreografie mit dem Ordre des Arts et des Lettres ausgezeichnet. Auch von Nurejews La Bayadère existiert (mindestens) ein Film, und die Produktion ist nach wie vor im Repertoire der Pariser Oper.

#### Sergei Wicharew 2002
Am 31. Mai 2002 brachte Sergei Wicharew auf der Grundlage der Tanzpartitur in der Sergejew Collection eine Rekonstruktion von La Bayadère  am Mariinski-Theater heraus, mit dem lange verlorenen 4. Akt; es tanzten Daria Pawlenko (Nikiya), Igor Kolb (Solor) und Elwira Tarassowa (Gamzatti). Wicharews Version wurde auch auf Tournee in New York, Paris und Baden-Baden gezeigt, und stieß dort, trotz erstem Erstaunen über ziemlich viel Pantomime, auf großes Interesse. In Sankt Petersburg selber aber wurde diese Fassung in den traditionalistischen Ballettkreisen heftig abgelehnt, und das Mariinski-Ballett führte weiterhin die Ponomarev-Chabukiani-Version von 1941 auf.

#### La Bayadèrein Deutschland
Die deutsche Erstaufführung fand am 24. März 1998 an der Bayerischen Staatsoper in München mit dem Bayerischen Staatsballett als Einstudierung von Patrice Bart statt. Weitere Neuinszenierungen erfolgten 2002 in Hamburg und Berlin sowie 2008 an der Sächsischen Staatsoper in Dresden mit dem Semperoper Ballett.

#### Rekonstruktion von Ratmansky
Zum 200sten Geburtstag von Marius Petipa erarbeitete Alexei Ratmansky nach der erhaltenen Tanzpartitur in der Sergeyev Collection und mit der originalen Musik eine neue rekonstruierte Fassung von La Bayadère mit dem Staatsballett Berlin, die ihre Premiere am 4. November 2018 an der Staatsoper Unter den Linden feierte. Für das prächtige Bühnenbild zeichnete Jerome Kaplan verantwortlich und in den Hauptrollen tanzten Polina Semionova als Nikiya, Alejandro Virelles als Solor und Yolanda Correa als Gamzatti. Ratmansky hat dabei – wie vor ihm Vikharev – die damals wesentlich längeren pantomimischen Passagen beibehalten und natürlich den 4. Akt in seiner Originalform rekonstruiert.

## Aufnahmen (Auswahl)

### CD
- Léon Minkus: La Bayadère (Orchestrierung: John Lanchbery), English Chamber Orchestra, Dir.: Richard Bonynge (1994/2012; Decca)

### Filme
- Léon Minkus: La Bayadère (Choreografie: Rudolf Nurejew /  Orchestrierung: John Lanchbery), mit Isabelle Guérin (Nikiya), Laurent Hilaire (Solor), Élisabeth Platel (Gamzatti) u. a., Ballett der Pariser Oper, Orchestre Colonne, Dir.: Michel Quéval (2010 (?); Warner Music Group Germany; DVD)
- Léon Minkus: La Bayadère (Choreografie: Juri Grigorowitsch nach Marius Petipa, Wachtang Tschabukiani, Nikolai Subkowski und Konstantin Sergejew), mit Swetlana Sacharowa (Nikiya), Wladislaw Lantratow (Solor), Marija Alexandrowa (Gamzatti) u. a., Bolschoi-Ballett, Bolshoi Theatre Orchestra, Dir.: Pawel Sorokin (2013; Pathé-Live/Belair; DVD)
- Léon Minkus: La Bayadère (Choreografie: Natalia Makarowa nach Marius Petipa u. a./ Orchestrierung: John Lanchbery), mit Marianela Nuñez (Nikiya), Vadim Muntagirov (Solor), Natalja Ossipowa (Gamzatti) u. a., The Royal Ballet, The Orchestra of the Royal Opera House, Dir.: Boris Gruzin (2020 (?); Opus Arte; DVD)